# 밴드 비지트 - 어느 악단의 조용한 방문
《밴드 비지트 - 어느 악단의 조용한 방문》(영어: The Band's Visit)은 2007년에 개봉된 이스라엘 영화이다. 에란 콜리린 감독의 2007년 코미디, 드라마 영화이다. 로니트 엘카베츠 등이 주연으로 출연하였고 이허드 블레이버그 등이 제작에 참여하였다.

## 출연
- 새슨 가바이 - 투픽
- 로니트 엘카베츠 - 디나
- 살레흐 바크리 - 할레드
- 칼리파 나투르 - 시몬
- 우리 가브리엘 - 아브럼
- 슈로미 아브라함 - 파피
- 루비 모스코비츠 - 이지크
- 힐라 사르조 - 이리스

## KBS 성우진 (2008년 9월 21일)
- 유민석 - 투픽(새슨 가바이)
- 이연희 - 디나(로니트 엘카베츠)
- 홍성헌 - 할레드(살레흐 바크리)
- 김환진 - 시몬(칼리파 나투르)
- 장승길 - 아브럼(우리 가브리엘)
- 안용욱 - 파피(슈로미 아브라함)
- 사성웅 - 이지크(루비 모스코비츠)
- 최하나 - 이리스(힐라 사르조)